# Bez odwrotu (film 1986)
Bez odwrotu (tytuł oryg. No Retreat, No Surrender, tytuł alternat. Karate Tiger) – film akcji, nakręcony w koprodukcji amerykańsko-hongkońskiej w roku 1986, w Europie znany także pt. Karate Tiger.
Film znany jest jako jeden z pierwszych z udziałem belgijskiego sportowca-aktora Jeana-Claude’a Van Damme’a.
Istnieją dwie wersje filmu – amerykańska i brytyjska (lub europejska); druga z nich jest przemontowana i, opinią wielu, przypomina film demo. W obu wersjach wykorzystano zupełnie różny temat muzyczny – w pierwszej jest to utwór „Hold On To That Vision” z repertuaru Kevina Chalfanta, w drugim zaś „Stand On Your Own” Joego Torono.

## Obsada
Źródło: Filmweb
- Jean-Claude Van Damme – Rosjanin Ivan Kraschinsky
- Ron Pohnel – Ian Reilly
- Kathie Sileno – Kelly Reilly
- Kurt McKinney – Jason Stillwell
- Kent Lipham – Scott

i inni.

## Ścieżka dźwiękowa
1. Hold on to the Vision – Kevin Chalfant
2. Ask Me to Stay – Kelli Stiles
3. A Bottle and a Song – Mary Reynolds
4. Close to You – M.J. Lallo
5. Stand on Your Own – Joe Torono[1]